# نادي سبورتينغ بيروت
نادي سبورتينغ الرياضي بيروت سابقاً نادي الخيول الرياضي هو نادي كرة قدم لبناني تأسس في 2009، يلعب في الدوري اللبناني - الدرجة الثانية، ومقره في بيروت.
كان النادي يُعرف سابقًا باسم الجهاد حي السلم، قبل تغيير اسمه إلى نادي الخيول في عام 2009، وغير اسمه مرة أخرى في 1 أغسطس 2018 إلى «نادي سبورتينغ الرياضي بيروت». ترقى النادي إلى الدوري اللبناني من الدرجة الثانية في عام 2019، بعدما حصل على المركز الأول في الدوري اللبناني الدرجة الثالثة.